# Ayn
Ayn – miejscowość i gmina we Francji, w regionie Owernia-Rodan-Alpy, w departamencie Sabaudia.
Według danych na rok 1990 gminę zamieszkiwało 288 osób, a gęstość zaludnienia wynosiła 39 osób/km² (wśród 2880 gmin regionu Rodan-Alpy Ayn plasuje się na 1341. miejscu pod względem liczby ludności, natomiast pod względem powierzchni na miejscu 1330.).